# Henryk Abicht
Henryk Abicht (1835, Vilnius, dříve Polsko – 12. červen 1863, Varšava, Polsko) byl polský revolucionářský demokrat.

## Životopis
V letech 1857 – 1862 žil v emigraci v Londýně. Když se v roce 1862 vrátil do vlasti, začal spolupracovat s levicovými stoupenci. Byl u lednového povstání, což vedlo k jeho zajetí a následně popravou o pár měsíců později.